# Scottocheres stylifer
Scottocheres stylifer is een eenoogkreeftjessoort uit de familie van de Asterocheridae. De wetenschappelijke naam van de soort is voor het eerst geldig gepubliceerd in 1902 door Giesbrecht.